# Trung Dung
Trung Dung (中庸 Zhōng Yóng) là một trong bốn cuốn của bộ Tứ Thư. Ba quyển còn lại là Đại học (大學 Dà Xué), Luận Ngữ (論語 Lùn Yǔ), Mạnh Tử (孟子 Mèng Zǐ).
Sách Trung Dung do Tử Tư làm ra cũng trên cơ sở mộ thiên trong Kinh Lễ. Tử Tư là học trò của Tăng Tử, cháu nội của Khổng Tử, thọ được cái học tâm truyền của Tăng Tử.
Mục đích của sách Trung Dung là giúp con người hiểu được đạo Trung dung để đạt đến một trình độ đạo đức cao hơn. Thiên Thiên Mệnh sách Trung Dung viết "Mệnh mà trời ban riêng cho từng người thì gọi là tính. Thuận theo tính mà đối nhân xử thế, làm mọi việc thì gọi là đạo. Tu dưỡng theo nguyên tắc của đạo để đối nhân xử thế, làm mọi việc thì gọi là giáo. Đạo là điều mà con người không được xa rời dù chỉ trong giây phút; nếu có thể xa rời được thì không phải là đạo. Vì vậy người quân tử phải hết sức răn mình cẩn thận về những điều không ai nhìn thấy. Không có cái gì dễ hiện ra bằng điều giấu giếm, không có cái gì dễ lộ ra bằng điều nhỏ nhặt. Cho nên người quân tử khi xử thế một mình, từ lời ăn tiếng nói đến việc làm cụ thể càng phải cẩn thận, chu đáo hơn bao giờ hết.".
Trong sách Trung Dung, Tử Tư dẫn những lời của Khổng Tử nói về đạo "trung dung", tức là nói về cách giữ cho ý nghĩ và việc làm luôn luôn ở mức trung hòa, không thái quá, không bất cập và phải cố gắng ở đời theo nhân, nghĩa, lễ, trí, tín, cho thành người quân tử. Sách Trung Dung (中庸) viết: "Sinh tri yên hành giả tri dã, học tri lợi hành giả nhân dã, khốn tri miễn hành giả dũng dã = Người nào biết ngay từ bẩm sinh, dễ làm đời, người ấy có sự biết; người nào cần học mới biết được, làm đời có lợi, người ấy có nhân ái; người nào khốn khổ mới biết được, cố gắng trong đời, người ấy có dũng (則生知安行者知也。學知利行者仁也。困知勉行者勇也)". Sách Trung Dung chia làm hai phần:
Phần 1: từ chương 1 đến chương 20, là phần chính, gồm những lời của Khổng Tử dạy các học trò về đạo lý trung dung, phải làm sao cho tâm được: tồn, dưỡng, tĩnh, sát; mức ở được gồm đủ: nhân, nghĩa, lễ, trí, tín cho hòa với muôn vật, hợp với lòng Trời để thành người tài giỏi.
Phần 2: từ chương 21 đến chương 33, là phần phụ, gồm những ý kiến của Tử Tư giảng giải thêm cho rõ ràng ý nghĩa và giá trị của hai chữ trung dung. 
Cả hai quyển sách Đại học và Trung Dung trước đây là những thiên trong Kinh Lễ, sau các Nho gia đời Tống tách riêng ra làm hai quyển để hợp với sách Luận Ngữ và Mạnh Tử thành bộ Tứ Thư.